# Бонафеде, Юстиниан Петрович
Юстиниан Петрович Бонафеде (1823—1866) — итальянский художник-мозаичист, профессор мозаики петербургской Академии художеств; брат Л. П. Бонафеде.

## Биография
Родился в Риме 15 июля 1823 года[по какому календарю?].
Работал сначала в папской студии; вместе с братом занимался заменой живописи на мозаики в соборе Святого Петра. В 1847 году перешёл на службу в русскую студию в Риме, которая была устроена в 1846 году, по воле императора Николая І, для обучения русских художников мозаичному производству, под руководством Микельанджело Барбери. Это было связано с трудностями оформления внутреннего убранства Исаакиевского собора: 12 августа 1845 года Николай I «повелел прекратить писание икон для Исаакиевского собора на трудно поддававшихся изготовлению медных досках, приказал писать на холстах и постановил „учредить мозаичное заведение для изображения после сих икон мозаикою“».
В декабре 1851 года вместе с братом Леопольдом он прибыл в Россию. В Санкт-Петербурге было открыто мозаичное отделение, разделённое на две части: художественную при Академии художеств; и техническую часть (для приготовления смальты) при Императорском стеклянном заводе. При технической части кроме братьев Бонафеде были определены профессор Кокки и инженер-технолог П. И. Михайлов, учившийся у итальянского профессора Винченцо Рафаэлли. После отъезда Рафаэлли в 1852 году общее заведование в обоих отделениях было возложено на Бонафеде.
В 1856 году граф Л. А. Ченовский объединил оба отделения и Бонафеде продолжал возглавлять «и техническое, и художественное отделения мозаичного производства». В 1862 году отделения были вновь разделены и 7 декабря 1864 года официально — на 3-й линии Васильевского острова, в специальном здании — появилось учреждение, позже названное Императорским мозаичным отделением и Бонафеде руководил им до своей смерти. После него «во главе мозаичного отделения стояли: Ф. А. Бруни (живописец), Ф. И. Иордан (гравёр) и П. П. Чистяков (живописец)».
Умер 2 (14) февраля 1866 года. Был похоронен на Выборгском католическом кладбище; могила уничтожена.
В академии художеств его очень ценили, ставили наряду с лучшими профессорами и платили ему жалованья 3300 руб. в год. Он получил ряд знаков отличия, а по смерти его Высочайше повелено, в воздаяние за его заслуги, производить пенсию его семейству, в размере получаемого им жалованья, хотя Бонафеде служил только по найму. Он был известен многими изобретениями и усовершенствованиями в области своей специальности. Так, в 1862 году он изобрёл так называемую хромокерамическую массу различных тонов для употребления в мозаике вместо дорогостоящих смальт, также для стенных украшений, в виде эмалированных изразцов, и для настилки узорчатых полов. Совет академии одобрил и весьма сочувственно отнесся к этому изобретению. В 1863 году братья Бонафеде получили привилегию на своё изобретение.
Внучка Ю. П. Бонафеде — Ксения Николаевна Бонафеде (1903—1985).